# Exchange Broadcast Binary and Metadata Format
Exchange Broadcast Binary and Metadata Format (XBMF) ist ein binäres Dateiformat, das als Containerformat für Metadaten im XML-Format und Inhalten wie Audio, Bilder, Videos und anderen Daten dient (Binary XML).
Ein XBMF besteht aus einem als .tar.gz gepackten Archiv, in dem sich eine Metadata.xml und Unterverzeichnisse mit den entsprechenden Mediendateien befinden.
Der Standard setzt auf die folgenden Standards auf: Dublin Core 1.1, SOMA 0.5 und EBU Tech 3273.